# 三重県道150号前村野中線
三重県道150号前村野中線（みえけんどう150ごう まえむらのなかせん）は、三重県多気郡多気町を通る一般県道である。

## 概要
多気郡多気町前村から多気郡多気町野中に至る。

### 路線データ
- 起点：三重県多気郡多気町前村（字カトリ山1051番2地先[1]：国道42号交点）
- 終点：三重県多気郡多気町野中（字ミマタ1695番2地先[1]：三重県道119号松阪度会線交点）
- 総延長：3,961 m

## 歴史
- 1995年（平成7年）4月1日 - 路線認定・供用開始[1][2]。

## 地理

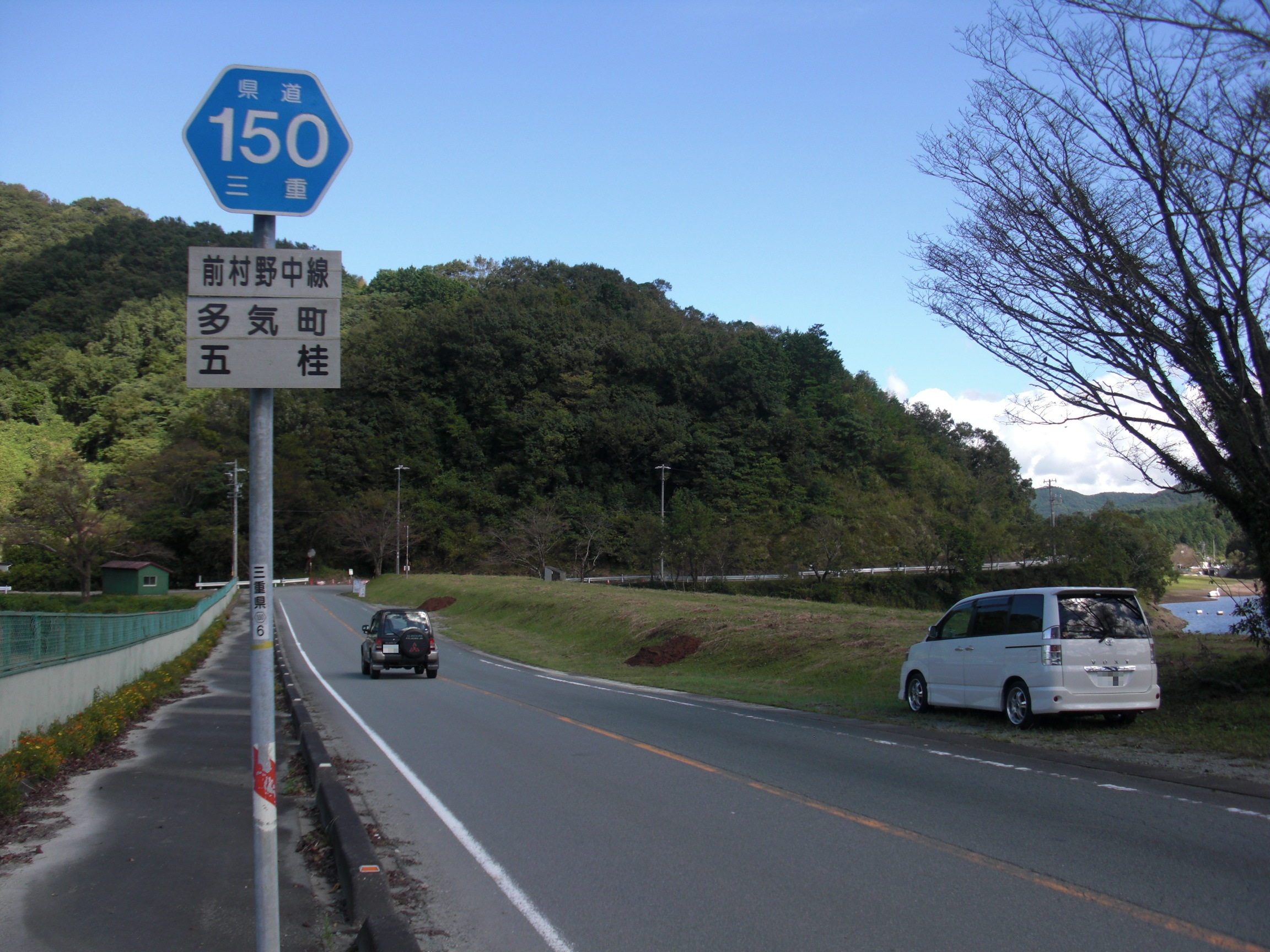
沿線風景（多気郡多気町五桂）

### 通過する自治体
- 三重県
  - 多気郡多気町

### 交差する道路
| 交差する道路            | 交差する場所 | 交差する場所 |
| ----------------------- | ------------ | ------------ |
| 国道42号                | 前村         | 起点         |
| 三重県道119号松阪度会線 | 野中         | 終点         |

### 沿線
接続はしていないが、伊勢自動車道がほぼ並行している。
- 五桂池
- 五桂池ふるさと村
  - まごの店
- 栃ヶ池